# Silvio Pietroboni
Silvio Pietroboni (født 9. april 1904 i Milano, død 18. februar 1987) var en italiensk fodboldspiller, som deltog i de olympiske lege 1928 i Amsterdam.
Pietroboni spillede klubfodbold for Inter. Han opnåede 193 Serie-A-kampe i perioden 1921 til 1932 og scorede 9 mål. Han var med til at vinde Serie A med klubben i sæsonen 1929-1930.
Pietroboni fik debut på det italienske landshold i 1927, og han spillede blandt andet fem kampe i centraleuropæiske internationale turnering 1927-1930, der endte med at Italien vandt.
Han var også med Italien til sommer-OL 1928 i Amsterdam. Her spillede han de to første kampe i turneringen (sejr med 4-3 over  Frankrig, uafgjort med 1-1 mod Spanien). Han fik ikke flere kampe i turneringen, hvor Uruguay vandt guld efter sejr i finalen mod Argentina, mens Italien vandt kampen om bronze mod Egypten med 11-3.
Pietroboni spillede i alt elleve landskampe i perioden 1927-1929.